# Лук Королькова
Лук Королькова (лат. Allium korolkowii) — многолетнее травянистое растение, вид рода Лук (Allium) семейства Луковые (Alliaceae).

## Этимология
Вид назван в честь губернатора Ферганской и Сыр-Дарьинской областей Николая Ивановича Королькова.

## Распространение и экология
В природе ареал вида охватывает Памиро-Алай и Тянь-Шань.
Произрастает на сухих степных склонах.

## Ботаническое описание
Луковицы продолговато-яйцевидные, диаметром 0,75—1,5 см, по 2—нескольку прикреплены к короткому корневищу, с кожистыми, бурыми, часто блестящими, густо, почти сетчато-нервными оболочками, обхватывающими основание стебля и там слегка сетчато-волокнистыми. Стебель тонкий, высотой 10—45 см, при основании одетый гладкими влагалищами листьев.
Листья в числе 2—4, нитевидные, шириной около 0,5 мм, бороздчатые, желобчатые, гладкие или реже шероховатые, значительно короче стебля.
Чехол с коротким носиком, иногда равным половине основания чехла, немного короче зонтика, остающийся. Зонтик пучковатый или полушаровидный, обычно  немногоцветковый. Листочки колокольчатого околоцветника почти белые, в гербарии розоватые, с пурпурной жилкой, почти равные, ланцетные или продолговато-лаицетные, длиной 5—8 мм, островатые или иногда коротко заострённые. Нити тычинок в полтора раза короче листочков околоцветника, на четверть между собой и с околоцветником сросшиеся, обычно цельные, внезапно шиловидные. Столбик не выдается из околоцветника.
Коробочка в два раза короче околоцветника.

## Таксономия
Вид Лук Королькова входит в род Лук (Allium) семейства Луковые (Alliaceae) порядка Спаржецветные (Asparagales).
|  |                                      |  |                                                             |                                                             |                   |  | ещё 24 семейства (согласно Системе APG II) | ещё 24 семейства (согласно Системе APG II) |                     |  |  |  | ещё более 870 видов |
|  |                                      |  |                                                             |                                                             |                   |  | ещё 24 семейства (согласно Системе APG II) | ещё 24 семейства (согласно Системе APG II) |                     |  |  |  | ещё более 870 видов |
|  |                                      |  |                                                             | порядок Спаржецветные                                       |                   |  |                                            |                                            | род Лук             |  |  |  |                     |
|  |                                      |  |                                                             | порядок Спаржецветные                                       |                   |  |                                            |                                            | род Лук             |  |  |  |                     |
|  | отдел Цветковые, или Покрытосеменные |  |                                                             |                                                             | семейство Луковые |  |                                            |                                            | вид Лук Королькова  |  |  |  |                     |
|  | отдел Цветковые, или Покрытосеменные |  |                                                             |                                                             | семейство Луковые |  |                                            |                                            |                     |  |  |  |                     |
|  |                                      |  | ещё 44 порядка цветковых растений (согласно Системе APG II) | ещё 44 порядка цветковых растений (согласно Системе APG II) |                   |  |                                            | ещё около 300 родов                        | ещё около 300 родов |  |  |  |                     |
|  |                                      |  |                                                             | ещё 44 порядка цветковых растений (согласно Системе APG II) |                   |  |                                            |                                            | ещё около 300 родов |  |  |  |                     |